# Otto Hokkanen
Pour les articles homonymes, voir Hokkanen.
Otto Hokkanen (né le 10 février 2004 à Lappeenranta en Finlande) est un joueur finlandais de hockey sur glace. Il évolue à la position d'attaquant.

## Biographie

### Carrière junior
Hokkanen commence sa carrière junior avec le SaiPa/Ketterä en 2018-2019. Il dispute 44 rencontres pour le contingent des moins de 16 ans, récoltant un total de 53 points. La saison suivante, il joue 13 matchs avec les moins de 16 ans, obtenant 29 points et 20 rencontres avec les moins de 18 ans pour un total de 34 points.
Il dispute la saison 2020-2021 avec le contingent des moins de 20 ans avec lesquels il récolte 23 points en 32 matchs de saison régulière et 2 points en 5 rencontres de séries éliminatoires. Il joue également 2 matchs avec les moins de 18 ans, obtenant 6 points. La saison suivante, il dispute 14 matchs de saison régulière avec les moins de 20 ans pour 16 points et les 8 matchs de séries éliminatoires des moins de 18 ans, obtenant 11 points.

### En club
Hokkanen commence sa carrière professionnelle avec le Imatran Ketterä en Mestis, lors de la saison 2020-2021, club où il est en prêt par le SaiPa. Il dispute son premier match le 12 février 2021, lors d'une victoire 5-3 face au Hermes Kokkola. De retour avec SaiPa la saison suivante, il inscrit son premier point, un but, le 26 février 2022, lors d'une victoire 5-4 face au KalPa.
Le 17 avril 2021, il prolonge son contrat avec SaiPa, pour une durée de deux ans.
En prévision du repêchage de 2022, la centrale de recrutement de la LNH le classe au 55e rang des espoirs européens chez les patineurs.

### En équipe nationale
Hokkanen représente son pays, la Finlande depuis la saison 2019-2020, avec le contingent des moins de 16 ans. Il dispute les Jeux olympiques de la jeunesse en 2020. terminant à la 4e place.
En 2021, il participe à la Coupe Hlinka-Gretzky. La Finlande se classant à la 4e place, perdant la petite finale face à la Suède sur le score de 3-4.
Il prend part au Championnat du monde moins de 18 ans en 2022. La Finlande se classant à la 3e place, battant la Tchéquie sur le score de 4-1 lors de la petite finale. Il participe au Festival olympique de la jeunesse européenne en 2022. La Finlande remporte la compétition.

## Statistiques

### En club
| Saison    | Équipe            | Ligue          |    | Saison régulière | Saison régulière | Saison régulière | Saison régulière | Saison régulière |   | Séries éliminatoires | Séries éliminatoires | Séries éliminatoires | Séries éliminatoires | Séries éliminatoires |
| Saison    | Équipe            | Ligue          | PJ | B                | A                | Pts              | Pun              | PJ               | B | A                    | Pts                  | Pun                  |                      |                      |
| 2018-2019 | SaiPa/Ketterä M16 | U16 SM-sarja Q | 30 | 9                | 26               | 35               | 24               | -                | - | -                    | -                    | -                    |                      |                      |
| 2018-2019 | SaiPa/Ketterä M16 | U16 SM-sarja   | 14 | 6                | 12               | 18               | 8                | -                | - | -                    | -                    | -                    |                      |                      |
| 2019-2020 | SaiPa/Ketterä M16 | U16 SM-sarja Q | 13 | 16               | 13               | 29               | 4                | -                | - | -                    | -                    | -                    |                      |                      |
| 2019-2020 | SaiPa M18 2       | U18 Mestis Q   | 15 | 16               | 10               | 26               | 6                | -                | - | -                    | -                    | -                    |                      |                      |
| 2019-2020 | SaiPa M18         | U18 SM-sarja   | 5  | 4                | 4                | 8                | 4                | -                | - | -                    | -                    | -                    |                      |                      |
| 2020-2021 | SaiPa M18         | U18 SM-sarja   | 2  | 4                | 2                | 6                | 2                | -                | - | -                    | -                    | -                    |                      |                      |
| 2020-2021 | SaiPa M20         | U20 SM-sarja   | 32 | 8                | 15               | 23               | 10               | 5                | 1 | 1                    | 2                    | 2                    |                      |                      |
| 2020-2021 | Imatran Ketterä   | Mestis         | 2  | 0                | 0                | 0                | 0                | -                | - | -                    | -                    | -                    |                      |                      |
| 2021-2022 | SaiPa/Ketterä M18 | U18 SM-sarja   | 0  | 0                | 0                | 0                | 0                | 8                | 5 | 6                    | 11                   | 2                    |                      |                      |
| 2021-2022 | SaiPa M20         | U20 SM-sarja   | 14 | 6                | 10               | 16               | 22               | -                | - | -                    | -                    | -                    |                      |                      |
| 2021-2022 | SaiPa             | Liiga          | 30 | 1                | 0                | 1                | 0                | -                | - | -                    | -                    | -                    |                      |                      |
| 2021-2022 | Imatran Ketterä   | Mestis         | 2  | 0                | 0                | 0                | 0                | -                | - | -                    | -                    | -                    |                      |                      |
| 2022-2023 | SaiPa             | Liiga          | 30 | 1                | 3                | 4                | 6                | -                | - | -                    | -                    | -                    |                      |                      |
| 2022-2023 | Imatran Ketterä   | Mestis         | 1  | 0                | 1                | 1                | 0                | 11               | 0 | 6                    | 6                    | 2                    |                      |                      |

### En équipe nationale
| Année     | Équipe       | Compétition                                  |    | PJ | B | A  | Pts | Pun       |  | Résultat |
| 2018-2019 | Finlande M14 | WSI U14                                      | 7  | 5  | 7 | 12 |     |           |  |          |
| 2019-2020 | Finlande M16 | International                                | 11 | 5  | 3 | 8  | 4   |           |  |          |
| 2020      | Finlande M16 | Jeux olympiques de la jeunesse               | 4  | 0  | 1 | 1  | 0   | 4e place  |  |          |
| 2021      | Finlande M18 | Coupe Hlinka-Gretzky                         | 5  | 1  | 1 | 2  | 0   | 4e place  |  |          |
| 2022      | Finlande M18 | Championnat du monde moins de 18 ans         | 5  | 0  | 0 | 0  | 25  | 3e place  |  |          |
| 2022      | Finlande M18 | Festival olympique de la jeunesse européenne | 4  | 2  | 0 | 2  | 0   | 1re place |  |          |
| 2021-2022 | Finlande M18 | International                                | 18 | 2  | 1 | 3  | 33  |           |  |          |

## Trophées et honneurs personnels

### Championnat du monde moins de 18 ans
- 2021-2022 : médaille de bronze avec la Finlande.

### Festival olympique de la jeunesse européenne
- 2021-2022 : médaille d'or avec la Finlande.